# Centriscidae
Los centríscidos (Centriscidae) son una familia de peces marinos incluida en el orden Syngnathiformes, distribuida fundamentalmente por los océanos Índico, Pacífico y Atlántico. Aparece por primera vez en el registro fósil en el Eoceno inferior, durante el Terciario inferior.

## Morfología
Las especies que la integran tienen el cuerpo con una longitud máxima descrita de 15 cm extremadamente comprimido, similar a una navaja de afeitar con un fuerte borde; tiene delgadas placas óseas que son expansiones de la columna vertebral y que recubren el cuerpo casi en su totalidad.
La primera espina de la aleta dorsal es larga y fuerte, localizada en el extremo posterior del cuerpo, seguida de dos espinas más cortas; las aletas blandas dorsal y caudal están desplazadas hasta el vientre; no tienen línea lateral y la boca no tiene dientes.

## Hábitat y modo de vida
Es muy característica su forma de nadar, en posición vertical con el hocico hacia abajo, con un nivel de actividad lento; se alimenta de pequeño zooplancton.

## Géneros y especies
Según FishBase se clasifican en dos subfamilias, en las que existen 13 especies agrupadas en 5 géneros:
- Subfamilia Centriscinae: Según ITIS esta sería la auténtica familia «Centriscidae»[4]
  - Género Aeoliscus (Jordan y Starks, 1902)
    - Aeoliscus punctulatus (Bianconi, 1855)
    - Aeoliscus strigatus (Günther, 1861)

  - Género Centriscus (Cuvier, 1816)
    - Centriscus cristatus (De Vis, 1885)
    - Centriscus scutatus (Linnaeus, 1758)

- Subfamilia Macroramphosinae: Según ITIS esta sería una familia aparte, que se denominaría «Macroramphosidae»[5]
  - Género Centriscops (Gill, 1862)
    - Centriscops humerosus (Richardson, 1846) - Canario (en Uruguay).

  - Género Macroramphosus (Lacepède, 1803)
    - Macroramphosus gracilis (Lowe, 1839) - Trompetero flaco (México), Canario (Uruguay) o Tirador alargado (Cuba).
    - Macroramphosus scolopax (Linnaeus, 1758) - Trompetero, Músico (ESpaña), Trompetero copete (México) o Canario (Uruguay).

  - Género Notopogon (Regan 1914)
    - Notopogon armatus (Sauvage, 1879)
    - Notopogon fernandezianus (Delfín, 1899) - Pez trompeta (Argentina) o Canario (Uruguay).
    - Notopogon lilliei (Regan, 1914)
    - Notopogon macrosolen (Barnard, 1925) - Trompetero manchado.
    - Notopogon xenosoma (Regan, 1914)

## Imágenes

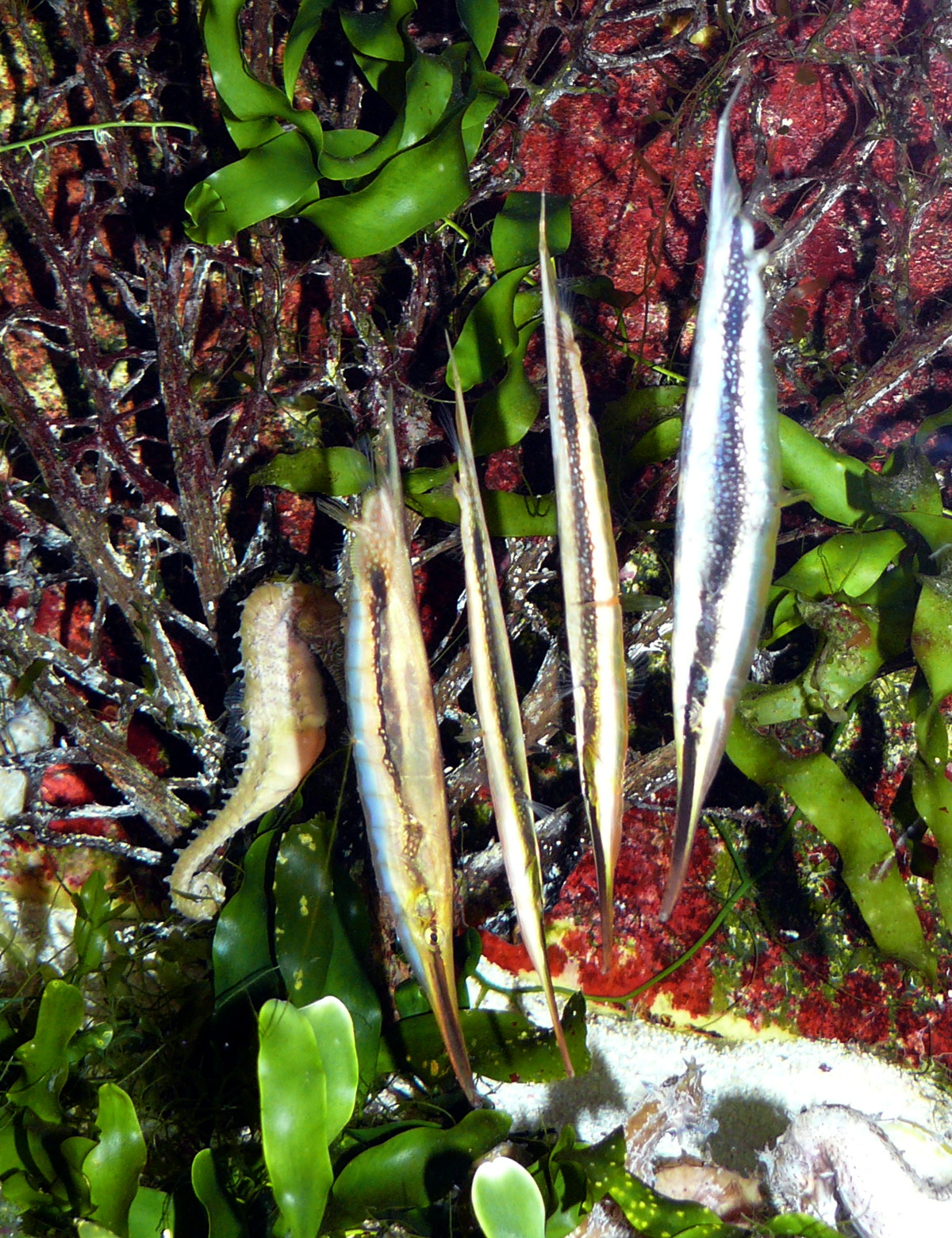
Aeoliscus strigatus
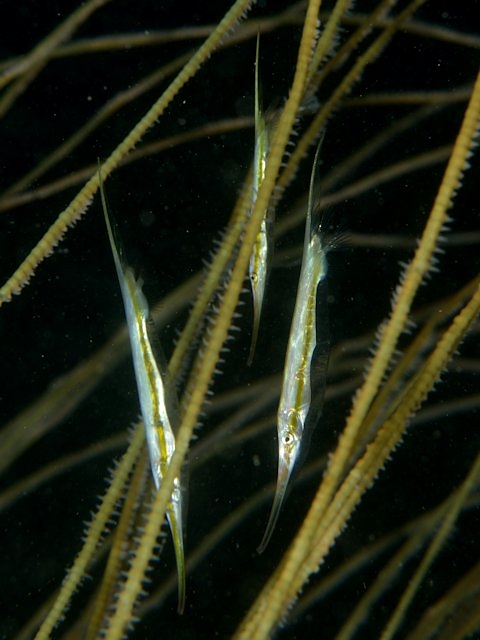
Centriscus scutatus
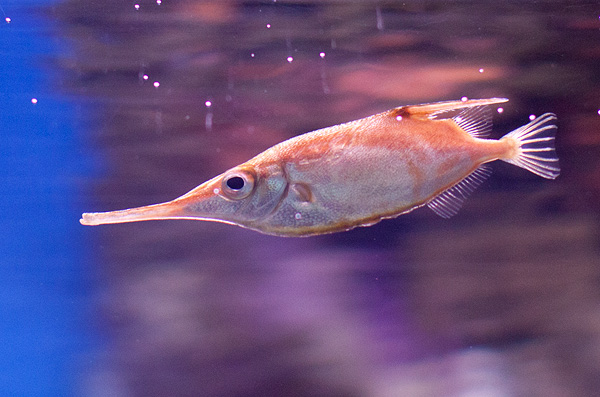
Músico (Macroramphosus scolopax)
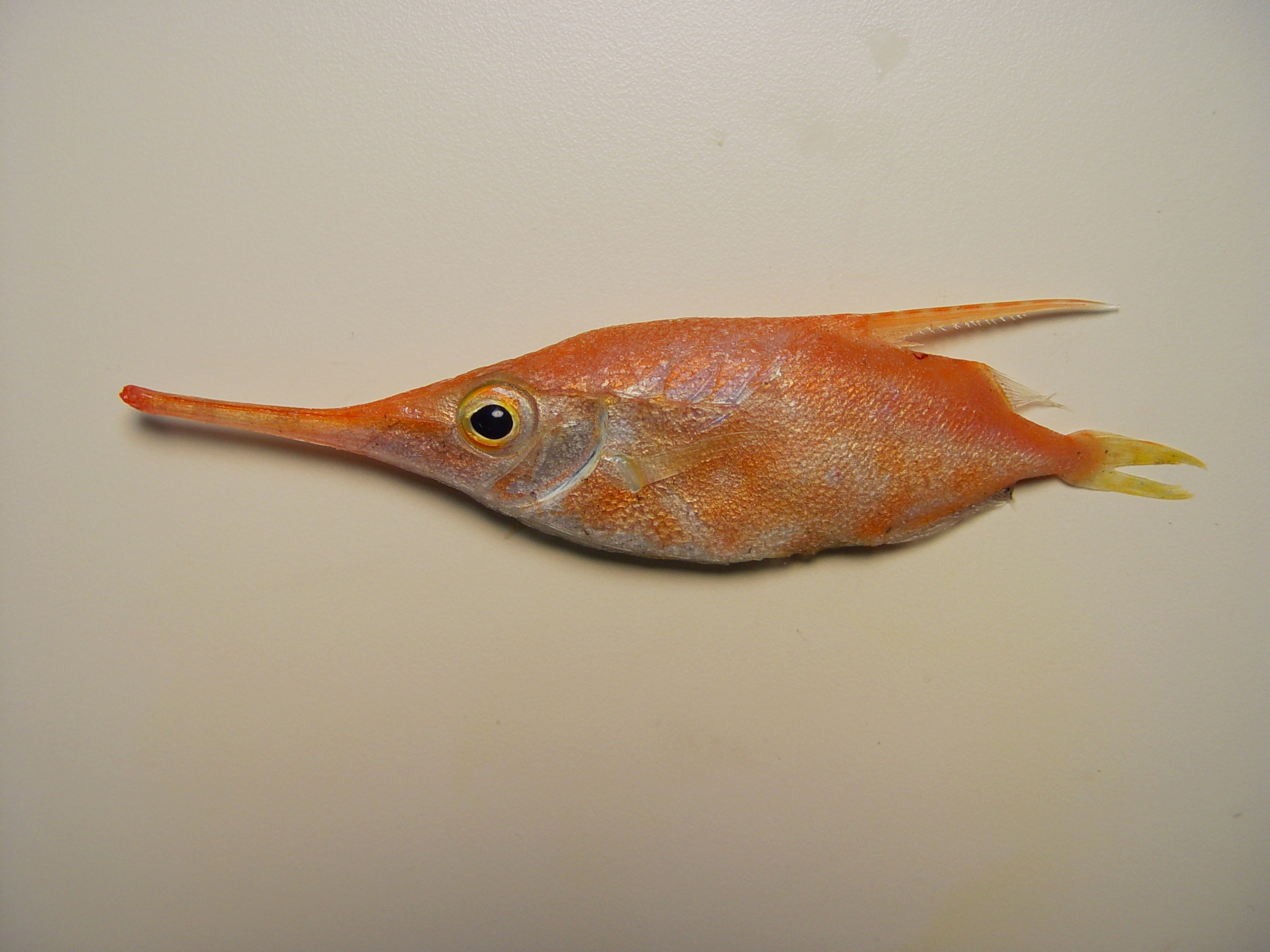
Trompetero flaco (Macroramphosus gracilis)
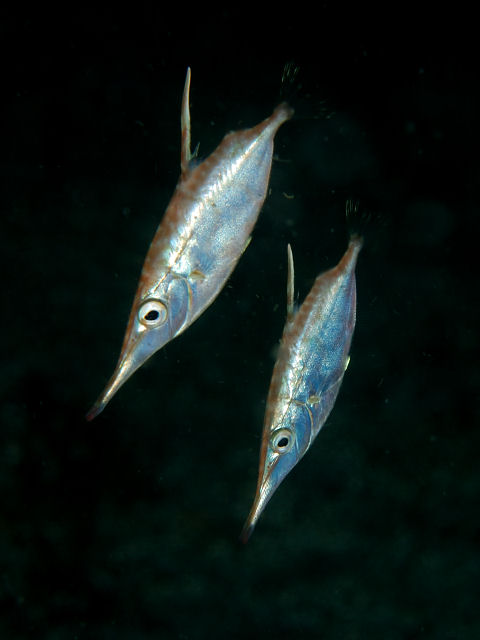
Macroramphosus sagifue
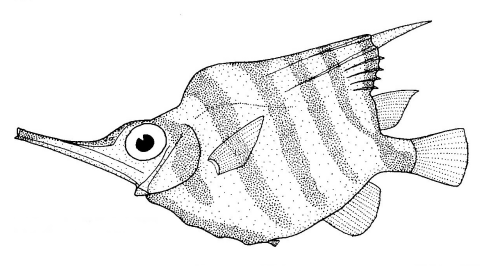
Canario (Centriscops humerosus)
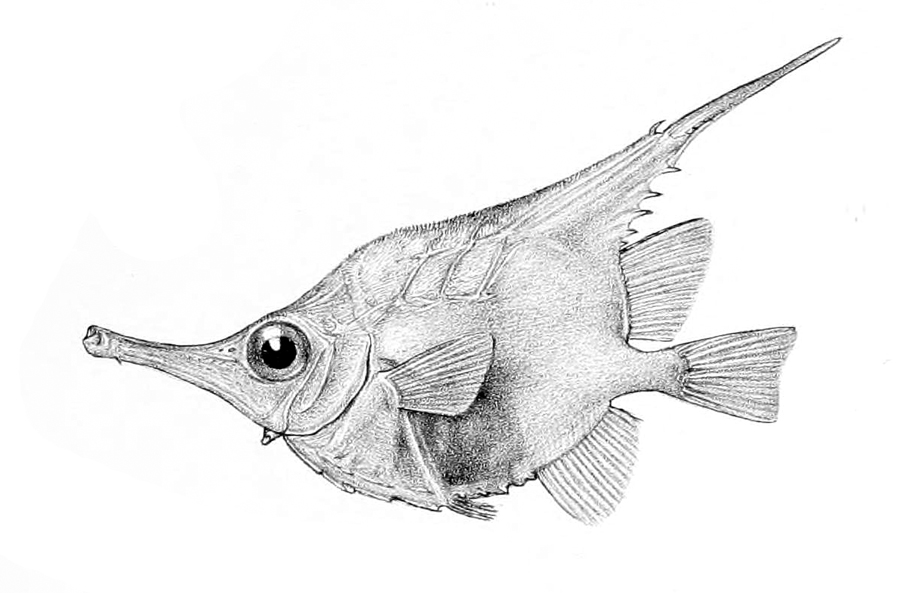
Notopogon xenosoma